# Maurício (Fußballspieler, Oktober 1988)
Maurício (* 21. Oktober 1988 in São José dos Campos; voller Name Maurício José da Silveira Júnior) ist ein brasilianischer Fußballspieler auf der Position im defensiven Mittelfeld, der zuletzt bei Panathinaikos Athen unter Vertrag stand.

## Vereinskarriere

### Zeit in Brasilien
Maurício entstammte der Jugendabteilung von Corinthians São Paulo. 2006 verließ er seinen Jugendverein und schloss sich der A-Jugend von Fluminense Rio de Janeiro. Im Januar 2007 wurde er für die Profimannschaft berücksichtigt. Am 20. Mai 2007 feierte er sein Debüt in der brasilianischen Série A im Spiel gegen Grêmio Porto Alegre. Am Ende der Saison standen 20 Spiele zu Buche. Dabei konnte er zwei Tore vorbereiten. In der Saison 2007/08 konnte er seinen Stammplatz erst festigen, stand aber vom 30. Bis zum 36. Spieltag nicht im Kader der Mannschaft. Dennoch machte er 22 Ligaspiele. Dabei erzielte er am 31. August 2008, dem 23. Spieltag, sein erstes Ligator im Spiel gegen Flamengo Rio de Janeiro. In der Copa Libertadores, wo er erstmals am 21. Februar 2008 gegen LDU Quito debütierte, erreichte er das Finale 2008, wo man erneut auf LDU Quito traf. Nach Hin- und Rückspiel unterlag man der Mannschaft aus Ecuador. In der Spielzeit 2008/09 kam er lediglich auf zehn Ligaspiele. In der folgenden Saison kam er lediglich zu Einsätzen in der Copa Sudamericana.

### Terek Grosny

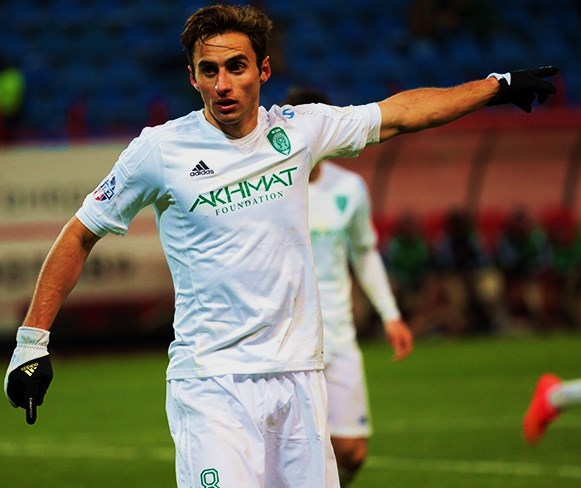
Maurício im Trikot von Terek Grosny (2014)

Aufgrund der Reservistenrolle wechselte Maurício im Februar 2010 zu Terek Grosny in die Premjer-Liga. Dort avancierte er sofort zum Leistungsträger und konnte in 28 Spielen vier Tore erzielen und drei weitere vorbereiten. Sein erstes Ligator machte er am 14. Mai 2010 im Spiel gegen Saturn Ramenskoje. In der Saison konnte er sich leistungstechnisch sogar noch verbessern und hatte nach 37 Ligaspielen neun Tore und eine Vorlage auf dem Konto. Die nächsten Spielzeiten gehörte er stets zu den Leistungsträgern und erzielte zwischen drei und fünf Toren pro Saison. 

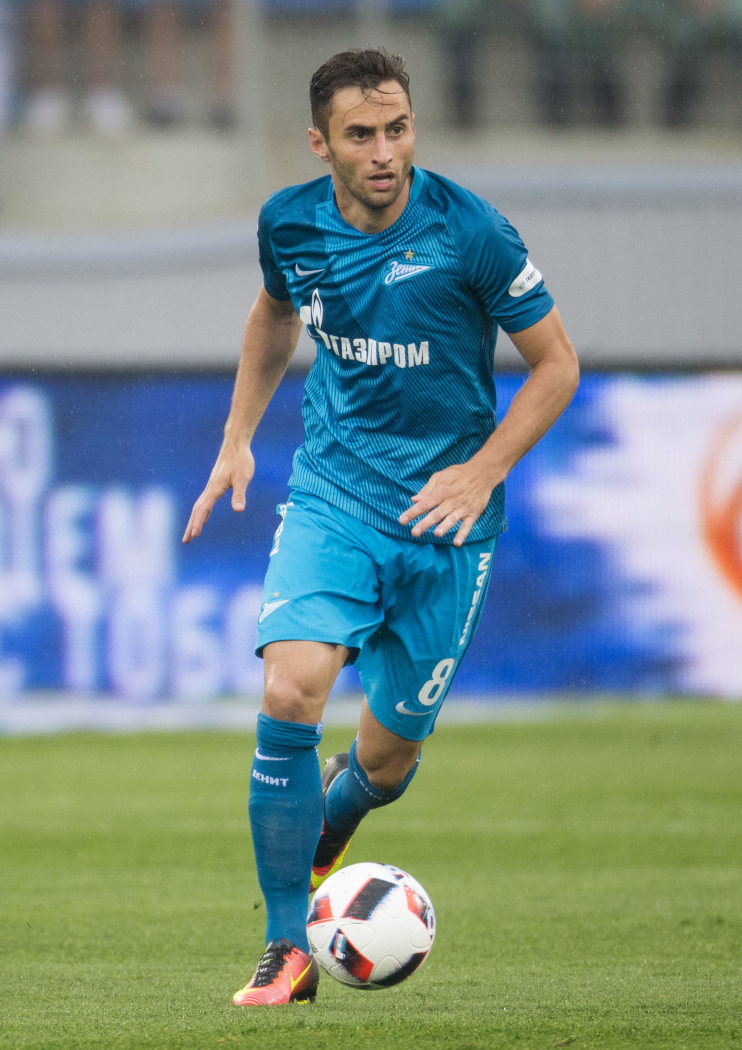
Maurício im Trikot von Zenit (2016)

### Zenit Sankt Petersburg
Mitte Januar 2016 schloss er sich Ligakonkurrent Zenit Sankt Petersburg an. Sein Vertrag ist gültig bis zum 30. Juni 2016. Sein erstes Spiel für Zenit bestritt er am 28. Februar 2016 im russischen Fußballpokal gegen FK Kuban Krasnodar, wo ihm in der Verlängerung das entscheidende 1:0 gelang. Am Ende der Saison 2015/16 konnte der Pokal gewonnen werden. Sein erstes Ligator für Zenit erzielte er am 16. April 2016, dem 24. Spieltag, beim 5:2-Sieg gegen Spartak Moskau. In demselben Spiel glückte ihm auch eine Torvorbereitung. Es waren die einzigen Torbeteiligungen im Trikot Zentis in der Liga. In die Saison 2016/17 startete Zenit mit dem Gewinn des russischen Fußball-Supercups gegen Meister ZSKA Moskau. Im Pokal schied man allerdings im Achtelfinale gegen Anschi Machatschkala aus. In der Europa League konnte man durch fünf Siege und nur einer Niederlage das Sechzehntelfinale des Wettbewerbs erreichen. In der Liga konnte Maurício an seinen starken Leistungen in den Pokalwettbewerben nicht anknüpfen und blieb eher Rotationsspieler.

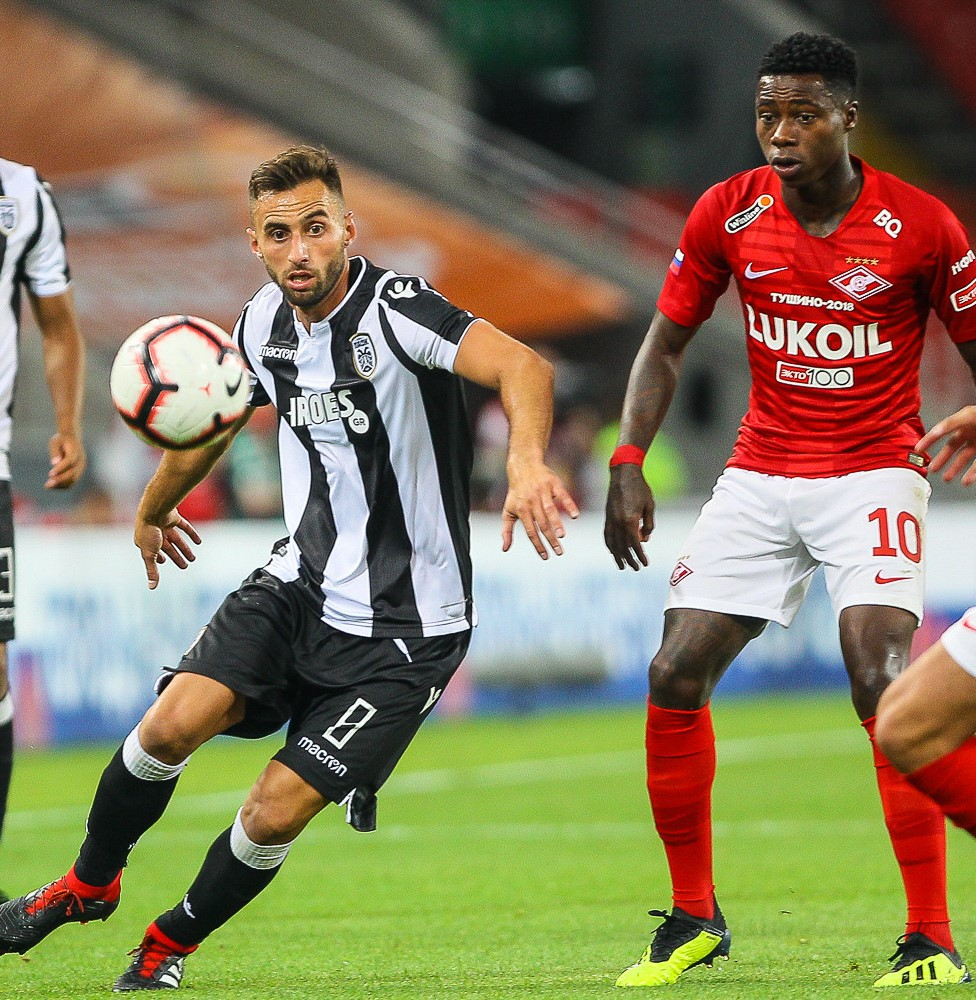
Mauricio im Dress von PAOK 2018

### PAOK
Ab 2017 spielte Mauricio in Thessaloniki und gewann im Jahr 2018 den Pokal und wurde Vizemeister. 2019 wurde das Team griechischer Meister und erneut Pokalsieger. In der Rückrunde der Saison 2018/19 erlitt Maurício einen Kreuzbandriss und fiel für mehr als ein halbes Jahr aus.

## Erfolge
Fluminense
- Copa do Brasil: 2007
- Copa Libertadores: Finalist 2008

Zenit
- Russischer Pokalsieger: 2015/16
- Russischer Supercupsieger: 2016

PAOK
- Griechischer Pokalsieger: 2018, 2019
- Griechischer Meister: 2019

Panathinaikos
- Griechischer Pokalsieger: 2022